# 三重県第2区
三重県第2区（みえけんだい2く）は、日本の衆議院議員総選挙における選挙区。1994年の公職選挙法改正で設置。

## 区域

### 現在の区域
2017年（平成29年）公職選挙法改正以降の区域は以下のとおりである。2017年の区割変更により、かつての1区の伊賀地方と2区の大部分は新2区と、四日市市の一部は3区となっている。
- 四日市市
  - 日永・四郷・内部・塩浜・小山田・河原田・水沢・楠の各地区市民センター管内
- 鈴鹿市
- 名張市
- 亀山市
- 伊賀市

### 2017年以前の区域
2013年（平成25年）公職選挙法改正から2017年の小選挙区改定までの区域は以下のとおりである。
- 四日市市
  - 常磐・日永・四郷・内部・塩浜・小山田・川島・桜・河原田・水沢・中部の各地区市民センター管内
  - 楠総合支所管内
- 鈴鹿市
- 亀山市

1994年（平成6年）公職選挙法改正から2013年の小選挙区改定までの区域は以下のとおりである。
- 四日市市
  - 常磐・日永・四郷・内部・塩浜・小山田・川島・桜・河原田・水沢・中部の各地区市民センター管内
- 鈴鹿市
- 亀山市
- 三重郡
  - 楠町
- 鈴鹿郡

## 歴史
中選挙区時代はこの地域は後に改革派知事として知られる北川正恭の地元として知られていた。北川は1995年の三重県知事当選後もこの地域に多大な影響力を持つ。小選挙区制施行後は後継者として北川の組織をそのまま受け継いだ中川正春が区割りの変更まで対立候補に大差をつけて当選を重ねており、民主党元代表の岡田克也を選出している3区とともに県内で最も民主党の勢力の強い選挙区として知られる。第46回では民主党に逆風が吹いたこともあり初めて自民党候補に比例復活を許した。また第45回で中川が打ち破った鈴木英敬は2011年の三重県知事選に出馬し当選した。
第48回衆議院議員総選挙では区割りが変更され、自由民主党の候補者調整において、伊賀地方を地盤としている川崎二郎が1区から2区へと国替えし、島田佳和は3区へ国替えすることとなった。一方、中川は選挙前の希望の党合流へと同意せず、無所属での出馬を表明し、日本共産党もこれに応じて選挙前から決まっていた通りに今回は候補を擁立しないことを宣言した。中川vs川崎の一騎打ちとなったこの選挙において川崎は1区時代からの地盤である名張・伊賀の得票で中川を上回ったが、中川が区割り変更前からの地盤である四日市・鈴鹿・亀山の得票で川崎を大きく上回って競り合いを制し、敗れた川崎は比例復活した。
第49回衆議院議員総選挙では引退した川崎二郎の長男の川崎秀人が立候補した。立憲民主党公認の中川はホンダ労働者票の離反もあって990票差で川崎に敗れた。これによって小選挙区制導入後初めてこの選挙区で自民党が議席を獲得した（中川も比例復活）。
第50回衆議院議員総選挙では、立憲民主党の新人である下野幸助が川崎秀人を破った（川崎も比例復活）。

## 小選挙区選出議員
| 選挙名                 | 年                 | 当選者   | 党派       | 備考   |
| ---------------------- | ------------------ | -------- | ---------- | ------ |
| 第41回衆議院議員総選挙 | 1996年（平成8年）  | 中川正春 | 新進党     | 旧区域 |
| 第42回衆議院議員総選挙 | 2000年（平成12年） | 中川正春 | 民主党     | 旧区域 |
| 第43回衆議院議員総選挙 | 2003年（平成15年） | 中川正春 | 民主党     | 旧区域 |
| 第44回衆議院議員総選挙 | 2005年（平成17年） | 中川正春 | 民主党     | 旧区域 |
| 第45回衆議院議員総選挙 | 2009年（平成21年） | 中川正春 | 民主党     | 旧区域 |
| 第46回衆議院議員総選挙 | 2012年（平成24年） | 中川正春 | 民主党     | 旧区域 |
| 第47回衆議院議員総選挙 | 2014年（平成26年） | 中川正春 | 民主党     | 旧区域 |
| 第48回衆議院議員総選挙 | 2017年（平成29年） | 中川正春 | 無所属     |        |
| 第49回衆議院議員総選挙 | 2021年（令和3年）  | 川崎秀人 | 自由民主党 |        |
| 第50回衆議院議員総選挙 | 2024年（令和6年）  | 下野幸助 | 立憲民主党 |        |

## 選挙結果
時の内閣：第1次石破内閣 解散日：2024年10月9日 公示日：2024年10月15日
当日有権者数：39万9223人 最終投票率：55.66%（前回比：0.8%） （全国投票率：53.85%（2.08%））
| 当落 | 候補者名   | 年齢 | 所属党派     | 新旧 | 得票数   | 得票率 | 惜敗率 | 推薦・支持             | 重複 |
| ---- | ---------- | ---- | ------------ | ---- | -------- | ------ | ------ | ---------------------- | ---- |
| 当   | 下野幸助   | 47   | 立憲民主党   | 新   | 90,930票 | 42.01% | ――     | 国民民主党三重県連支持 | ○    |
| 比当 | 川崎秀人   | 42   | 自由民主党   | 前   | 85,863票 | 39.67% | 94.43% | 公明党推薦             | ○    |
|      | 森口あゆみ | 59   | 日本維新の会 | 新   | 23,904票 | 11.04% | 26.29% |                        | ◯    |
|      | 山本里香   | 66   | 日本共産党   | 新   | 15,753票 | 7.28%  | 17.32% |                        |      |

時の内閣：第1次岸田内閣 解散日：2021年10月14日 公示日：2021年10月19日
当日有権者数：40万8281人 最終投票率：54.86%（前回比：1.21%） （全国投票率：55.93%（2.25%））
| 当落 | 候補者名 | 年齢 | 所属党派   | 新旧 | 得票数    | 得票率 | 惜敗率 | 推薦・支持                                       | 重複 |
| ---- | -------- | ---- | ---------- | ---- | --------- | ------ | ------ | ------------------------------------------------ | ---- |
| 当   | 川崎秀人 | 39   | 自由民主党 | 新   | 110,155票 | 50.23% | ――     | 公明党推薦                                       | ○    |
| 比当 | 中川正春 | 71   | 立憲民主党 | 前   | 109,165票 | 49.77% | 99.10% | 社会民主党三重県連合推薦、国民民主党三重県連支持 | ○    |

時の内閣：第3次安倍第3次改造内閣 解散日：2017年9月28日 公示日：2017年10月10日
当日有権者数：41万4741人 最終投票率：56.07%（前回比：1.96%） （全国投票率：53.68%（1.02%））
| 当落 | 候補者名 | 年齢 | 所属党派          | 新旧 | 得票数    | 得票率 | 惜敗率 | 推薦・支持 | 重複 |
| ---- | -------- | ---- | ----------------- | ---- | --------- | ------ | ------ | ---------- | ---- |
| 当   | 中川正春 | 67   | 無所属 (民進党籍) | 前   | 122,518票 | 53.90% | ――     |            |      |
| 比当 | 川崎二郎 | 69   | 自由民主党        | 前   | 104,780票 | 46.10% | 85.52% | 公明党推薦 | ○    |

- 島田は自民党の選挙区調整により3区で立候補するも、落選。

時の内閣：第2次安倍改造内閣 解散日：2014年11月21日 公示日：2014年12月2日
当日有権者数：32万9308人 最終投票率：54.11%（前回比：3.79%） （全国投票率：52.66%（6.66%））
| 当落 | 候補者名 | 年齢 | 所属党派   | 新旧 | 得票数   | 得票率 | 惜敗率 | 推薦・支持 | 重複 |
| ---- | -------- | ---- | ---------- | ---- | -------- | ------ | ------ | ---------- | ---- |
| 当   | 中川正春 | 64   | 民主党     | 前   | 91,676票 | 52.77% | ――     |            | ○    |
| 比当 | 島田佳和 | 44   | 自由民主党 | 前   | 63,187票 | 36.37% | 68.92% | 公明党推薦 | ○    |
|      | 中野武史 | 40   | 日本共産党 | 新   | 18,849票 | 10.85% | 20.56% |            |      |

時の内閣：野田第3次改造内閣 解散日：2012年11月16日 公示日：2012年12月4日
当日有権者数：32万8474人 最終投票率：57.90%（前回比：11.51%） （全国投票率：59.32%（9.96%））
| 当落 | 候補者名 | 年齢 | 所属党派     | 新旧 | 得票数   | 得票率 | 惜敗率 | 推薦・支持     | 重複 |
| ---- | -------- | ---- | ------------ | ---- | -------- | ------ | ------ | -------------- | ---- |
| 当   | 中川正春 | 62   | 民主党       | 前   | 79,908票 | 43.14% | ――     | 国民新党推薦   | ○    |
| 比当 | 島田佳和 | 42   | 自由民主党   | 新   | 53,375票 | 28.82% | 66.80% | 公明党推薦     | ○    |
|      | 珍道直人 | 45   | 日本維新の会 | 新   | 34,644票 | 18.70% | 43.35% | みんなの党推薦 | ○    |
|      | 中野武史 | 38   | 日本共産党   | 新   | 13,537票 | 7.31%  | 16.94% |                |      |
|      | 今村昭一 | 65   | 無所属       | 新   | 3,756票  | 2.03%  | 4.70%  |                | ×    |

時の内閣：麻生内閣 解散日：2009年7月21日 公示日：2009年8月18日
当日有権者数：32万6627人 最終投票率：69.41%（前回比：2.03%） （全国投票率：69.28%（1.77%））
| 当落 | 候補者名 | 年齢 | 所属党派   | 新旧 | 得票数    | 得票率 | 惜敗率 | 推薦・支持 | 重複 |
| ---- | -------- | ---- | ---------- | ---- | --------- | ------ | ------ | ---------- | ---- |
| 当   | 中川正春 | 59   | 民主党     | 前   | 138,207票 | 61.80% | ――     |            | ○    |
|      | 鈴木英敬 | 35   | 自由民主党 | 新   | 71,626票  | 32.03% | 51.83% |            | ○    |
|      | 中野武史 | 35   | 日本共産党 | 新   | 11,533票  | 5.16%  | 8.34%  |            |      |
|      | 萩都志子 | 50   | 幸福実現党 | 新   | 2,284票   | 1.02%  | 1.65%  |            |      |

- 鈴木は2011年に行われた三重県知事選挙に出馬し、当選した。三重県知事退任後、第49回衆議院議員総選挙では三重県第4区から出馬して当選。

時の内閣：第2次小泉改造内閣 解散日：2005年8月8日 公示日：2005年8月30日
当日有権者数：31万7377人 最終投票率：67.38%（前回比：8.76%） （全国投票率：67.51%（7.65%））
| 当落 | 候補者名 | 年齢 | 所属党派   | 新旧 | 得票数    | 得票率 | 惜敗率 | 推薦・支持 | 重複 |
| ---- | -------- | ---- | ---------- | ---- | --------- | ------ | ------ | ---------- | ---- |
| 当   | 中川正春 | 55   | 民主党     | 前   | 117,134票 | 55.72% | ――     |            | ○    |
|      | 小林正人 | 38   | 自由民主党 | 新   | 81,202票  | 38.62% | 69.32% |            | ○    |
|      | 中野武史 | 31   | 日本共産党 | 新   | 11,901票  | 5.66%  | 10.16% |            |      |

時の内閣：第1次小泉第2次改造内閣 解散日：2003年10月10日 公示日：2003年10月28日
当日有権者数：31万3529人 最終投票率：58.62%（前回比：6.00%） （全国投票率：59.86%（2.63%））
| 当落 | 候補者名 | 年齢 | 所属党派   | 新旧 | 得票数    | 得票率 | 惜敗率 | 推薦・支持 | 重複 |
| ---- | -------- | ---- | ---------- | ---- | --------- | ------ | ------ | ---------- | ---- |
| 当   | 中川正春 | 53   | 民主党     | 前   | 123,449票 | 69.18% | ――     |            | ○    |
|      | 井戸寿   | 42   | 自由民主党 | 新   | 42,430票  | 23.78% | 34.37% |            | ○    |
|      | 前垣忠司 | 42   | 日本共産党 | 新   | 12,561票  | 7.04%  | 10.18% |            |      |

時の内閣：第1次森内閣 解散日：2000年6月2日 公示日：2000年6月13日
当日有権者数：30万7476人 最終投票率：64.62%（前回比：8.01%） （全国投票率：62.49%（2.84%））
| 当落 | 候補者名 | 年齢 | 所属党派   | 新旧 | 得票数    | 得票率 | 惜敗率 | 推薦・支持 | 重複 |
| ---- | -------- | ---- | ---------- | ---- | --------- | ------ | ------ | ---------- | ---- |
| 当   | 中川正春 | 50   | 民主党     | 前   | 111,410票 | 57.37% | ――     |            |      |
|      | 衣斐賢譲 | 60   | 自由民主党 | 新   | 70,488票  | 36.30% | 63.27% |            | ○    |
|      | 前垣忠司 | 39   | 日本共産党 | 新   | 12,291票  | 6.33%  | 11.03% |            |      |

時の内閣：第1次橋本内閣 解散日：1996年9月27日 公示日：1996年10月8日
当日有権者数：29万6774人 最終投票率：56.61% （全国投票率：59.65%（8.11%））
| 当落 | 候補者名 | 年齢 | 所属党派   | 新旧 | 得票数   | 得票率 | 惜敗率 | 推薦・支持                               | 重複 |
| ---- | -------- | ---- | ---------- | ---- | -------- | ------ | ------ | ---------------------------------------- | ---- |
| 当   | 中川正春 | 46   | 新進党     | 新   | 89,620票 | 55.36% | ――     |                                          |      |
| 比当 | 伊藤忠治 | 62   | 民主党     | 元   | 55,516票 | 34.29% | 61.95% | 自由民主党・社会民主党・新党さきがけ推薦 | ○    |
|      | 前垣忠司 | 35   | 日本共産党 | 新   | 16,742票 | 10.34% | 18.68% |                                          |      |

- 伊藤はその後、中川が民主党入りしたことに伴い、比例区優遇を条件に4区へと国替えし、2度当選した。